# Astragalus abadehensis
Astragalus abadehensis, Višegodišnja biljka iz jugozapadnog Irana, endem. Pripada porodici mahunarki. 
Opisana je 2005. godine.